# ウィーン市庁舎

ウィーン市庁舎

ウィーン市庁舎（ウィーンしちょうしゃ、ドイツ語: Wiener Rathaus）は、オーストリアの首都であるウィーン市の市役所庁舎である。
ウィーン1区（インネレシュタット）のフリードリヒ＝シュミット広場 (Friedrich-Schmidt-Platz) に位置する。1872年から1883年にかけて、建築家のフリードリヒ・フォン・シュミットの設計を基にして建設された。ウィーン市長およびウィーン市議会が執務を行なう庁舎として利用されている。ウィーンは市単独で連邦州と同じ地位を有するため、ウィーン市議会はすなわち州議会と同様の位置づけにある。

## 歴史

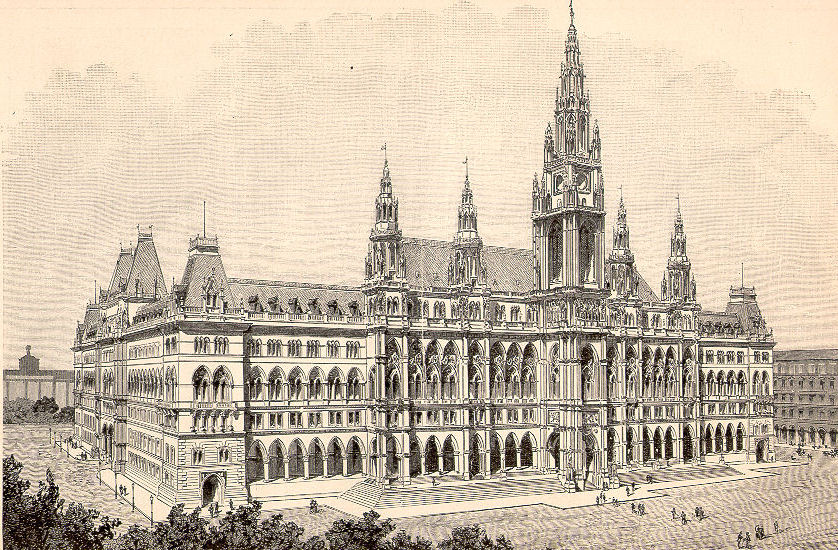
落成した頃のイラスト（1891年）

19世紀の中頃、それまでのウィーン市域と周辺の各町域との合併により、市域の面積および人口が著しく拡大・増加したことで、それまで使われていたヴィップリンガー通り (Wipplingerstraße) の旧市庁舎が手狭となっていた。1868年、新たな市庁舎建設に向けたコンペが実施され、ドイツ出身の建築家であるフリードリヒ・フォン・シュミットの案が採用された。
場所については、当初は環状道路（リングシュトラーセ）沿いのシュタットパークの向かいが検討されていたが、最終的にヨーゼフシュタットの斜堤 (Glasis) の一角に建設するものと決定した。この土地は19世紀に練兵場として使われていたところだったが、1870年に時のウィーン市長カエタン・フェルダーが皇帝からもぎ取ることに成功した。この時期、かつての城壁を取り壊して造られたリングシュトラーセ沿いは開発が進められ、ウィーン宮廷歌劇場・帝国議事堂・ウィーン大学本館などの歴史主義建築の建造物が次々と建てられていた。これらがみな帝国政府によって造られた中で、市庁舎は唯一ウィーン市の主導で建設されたものであり、このリングシュトラーセの開発に関わる一連の計画を巡る「市と国の間の綱引き」の中で、市庁舎は特異な位置を占めている。
新市庁舎はおよそ1,400万グルデン（2000年時点の価値に換算して約1億2,350万ユーロ）の費用をかけて完成し、1885年に市役所機能が移転した。それまでの旧庁舎は、現在は1区および8区（ヨーゼフシュタット）の区役所のほか、区立美術館・公文書館などとして使われている。
1927年より、庁舎内に市庁舎消防局が同居している。一般的な消防としての任務のほか、ウィーン市の防災センターとしての機能も持ち、またパスポートを紛失した際や夜間・祝休日などに緊急発行する業務も行なっている。

## 設計
完成した建物は奥行き152m、幅127mで、建築面積19,592m²、総面積は113,000m²である。部屋数は1,575、窓は2,035枚を数える。
ファサードはゴシック・リヴァイヴァル建築の中でもとりわけ際立つ例である。外側、とりわけ105mの高さをもつ尖塔は、フランドル伯領で伝統的であったゴシック建築による市庁舎から着想を得ており、中世から続く「都市の自治」という伝統を受け継いでいる。7つの中庭を持つ設計はバロック様式の宮殿という概念に従ったものである。

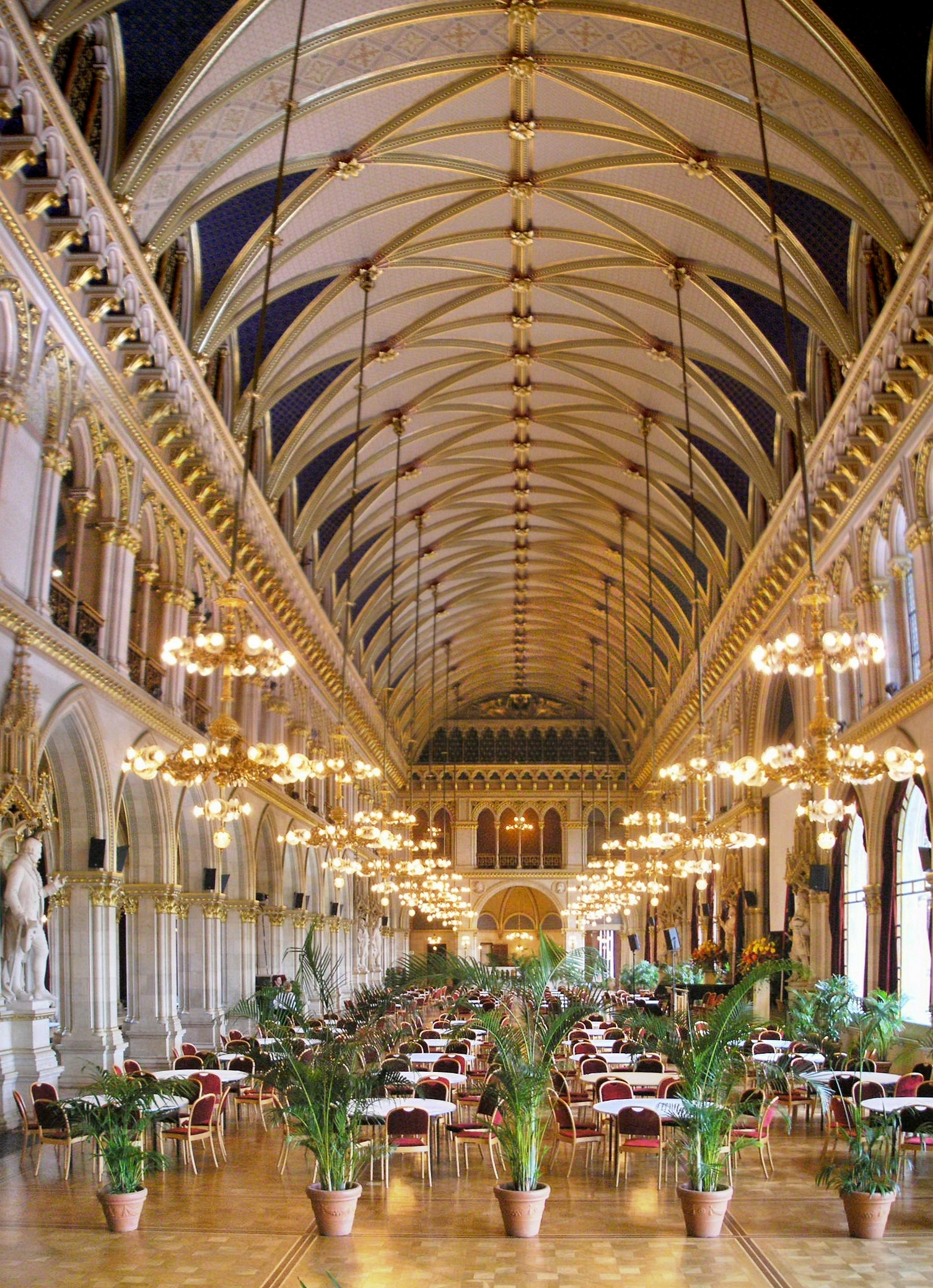
大ホール内部

ウィーンの著名人物の像が並ぶ大ホール (Festsaal) は奥行き71メートル、幅20メートルで、リングシュトラーセ沿いにあるホールで最も広いものの一つである。大ホールとそれに続く部屋は、展覧会、コンサート、舞踏会など、年間およそ800の催し物に使用されている。ヨーロッパで最大のエイズチャリティイベントであるLife Ball（ライフ・ボール）も市庁舎内の部屋を使って開催される。
市庁舎の地下は文化財として登録もされているラートハウスケラー（Rathauskeller、市庁舎地下室）である。3,500平方メートル以上の広さがあるこの空間は、歴史的な壁画や装飾を見ることができ、催し物やパーティなどにも利用可能である。1952年に最初の改修工事が施行され、そして2005年には地下室全体がおよそ600万ユーロをかけて改修され、さらに歴史的な壁画や木造建築がオーストリア連邦文化財局によって修復された。1960年に歴史的な調度品が近代化を目的として破壊されていたランナー＝レハール・ホール (Lanner-Leharsaal) も、芸術家のライナー・マリア・ラツケ (Rainer Maria Latzke) によって光の差しこむオランジェリー（温室）様式で新たに装飾され、フレスコ画のような素材の壁紙があしらわれた。
市庁舎の裏手に位置するフリードリヒ＝シュミット広場には、設計者であるフリードリヒ・フォン・シュミットの記念碑がある。エドムント・ホフマン・フォン・アスペルンベルク (Edmund Hofmann von Aspernburg) とユリウス・ダイニンガー (Julius Deininger) によって制作され、1896年5月28日に設置されたものである。

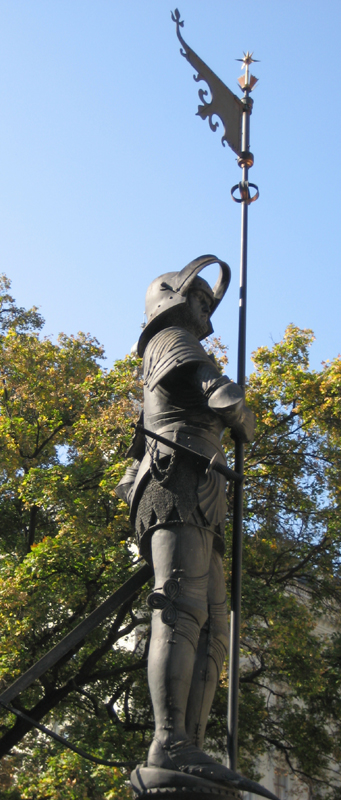
ラートハウスマン（レプリカ）

### ラートハウスマン
尖塔の一番上には「ラートハウスマン」（Rathausmann,“市庁舎の男”の意）と呼ばれる、旗を持った騎士の像が立っている。この像は鍛造職人のルートヴィヒ・ヴィルヘルム (Ludwig Wilhelm) からウィーン市への贈り物で、アレクサンダー・ネーア (Alexander Nehr) がフランツ・ガステル (Franz Gastell) のモデルにより制作したものである。デザインの基になったのはマクシミリアン1世が使っていた鎧であるといわれる。
市庁舎建設の際、皇帝フランツ・ヨーゼフ1世は「（近隣にある）ヴォティーフ教会よりも高くしないでほしい」という注文をつけた。設計者のフリードリヒ・フォン・シュミットはこれに従い、市庁舎の塔の高さを、99メートルのヴォティーフ教会よりもわずかに低い98メートルとした。しかし、塔の上にこの騎士像を据えることで、ヴォティーフ教会の高さを超えてしまうことになった。騎士の高さは3.5mだが、持っている旗を含めると5.4mになり、総重量は1,800kgである。ラートハウスマンは1892年10月21日にウインチでつり上げられて設置され、この日とり行われた上棟式の最後を締めた。
1985年に市庁舎の塔が修復工事を受けた際、ラートハウスマンも一旦塔から降ろされ、工場でレストアされた。この時にレプリカが1体制作され、市庁舎の南側に置かれている。
ラートハウスマンは今やウィーンを象徴する存在のひとつになっており、ラートハウスマンの金色のミニチュア「ゴールデン・ラートハウスマン」は、業績のあった人物にウィーン市から贈られる賞として定着している。ウィーン市役所では掲示やパンフレットなどにラートハウスマンをデザインしたロゴを使用している。ウィーン社会民主党がメーデーに市庁舎前で行なったデモ行進では、ラートハウスマンをかたどったピンバッジが参加者の胸を飾った。

## 市庁舎前広場・市庁舎公園

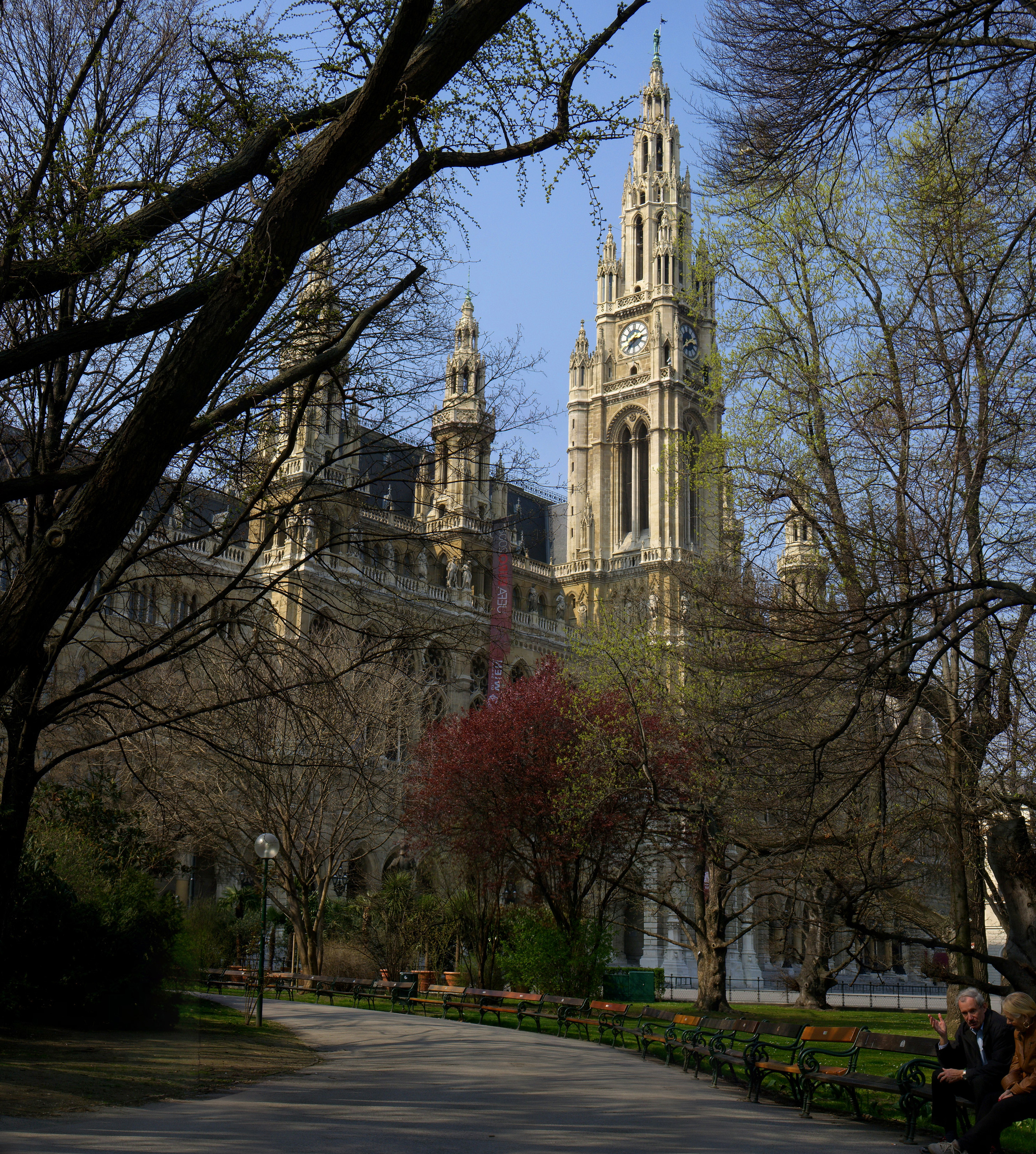
公園内から見た市庁舎

かつてのヨーゼフシュタット斜堤のうち、市庁舎前に残った一画は、市庁舎前広場（ラートハウス広場、Rathausplatz）となった。市庁舎前の区域の大部分は、庭園師のルドルフ・ジーベックによって市庁舎公園（ラートハウス公園、Rathauspark）として整備され、市庁舎の地鎮祭が行なわれたのと同じ1873年6月に完成した。広さはおよそ40,000m²である。リングシュトラーセと市庁舎の間に市庁舎広場があり、その両脇に市庁舎公園が広がるというレイアウトになっている。広場の向かいには1888年に完成したブルク劇場がある。
今日では、市庁舎前広場では年間を通じて様々なイベントが開催されている。1991年より、毎年7月から8月にかけて野外上映の映画祭「ウィーン市庁舎広場映画祭」が開かれており、クラシック音楽を中心にした映画が毎晩無料で上映される。クリスマス前の時期には、伝統的なクリスマスマーケットが立ち、1月中旬から3月初めまでは「ウィーンのアイスドリーム」という名でスケートリンクがオープンする。また、音楽・演劇など文化の祭典であるヴィーナー・フェストヴォッヘンも通常は市庁舎前広場で開かれるほか、これ以外にも数多くの不定期の催し物も実施される。映画祭やクリスマスマーケット、アイスドリームなどの際には、市庁舎がライトアップされ、訪れる市民や観光客の目を楽しませる。

### ギャラリー

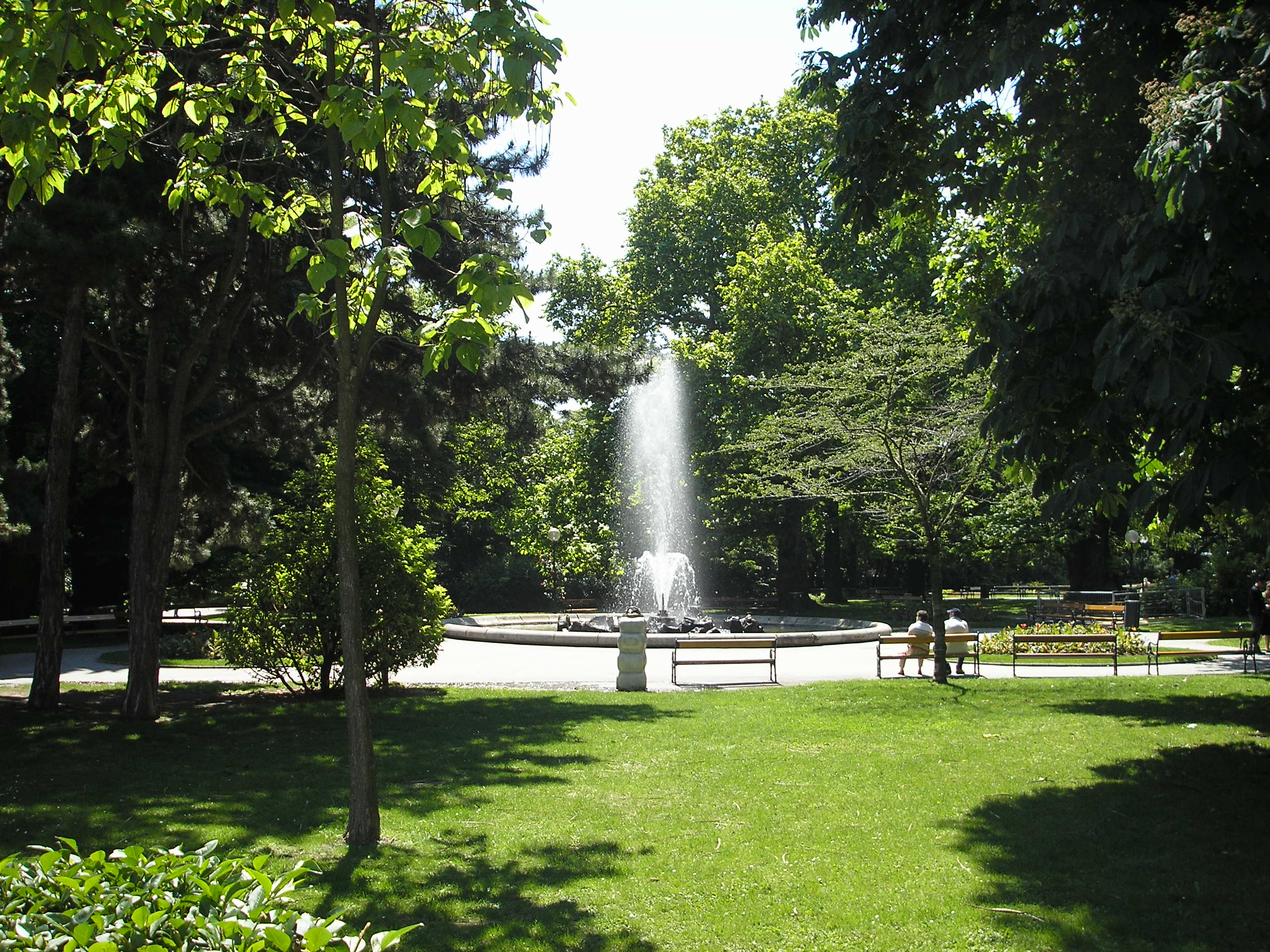
市庁舎公園内
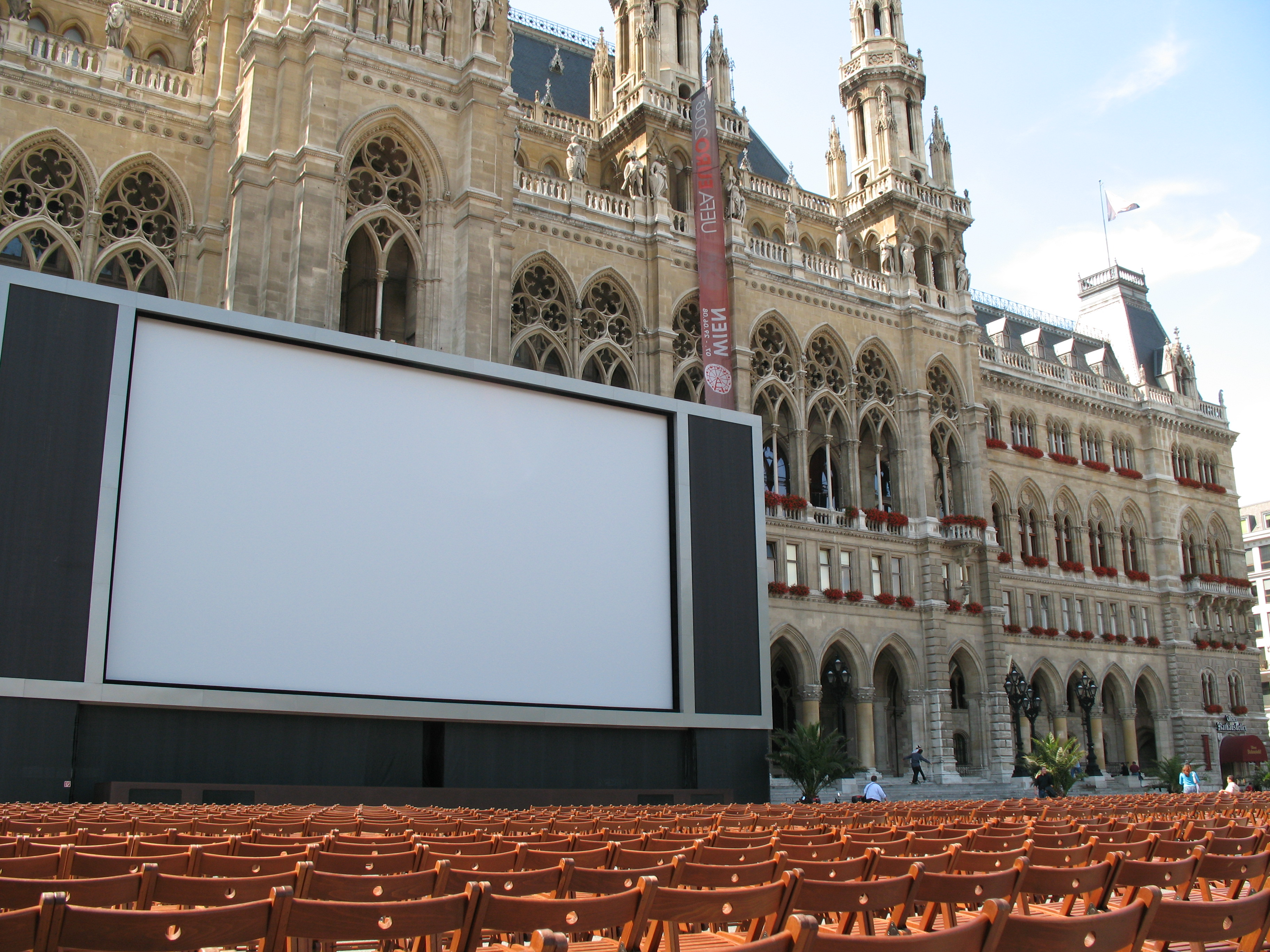
映画祭の会場となる広場
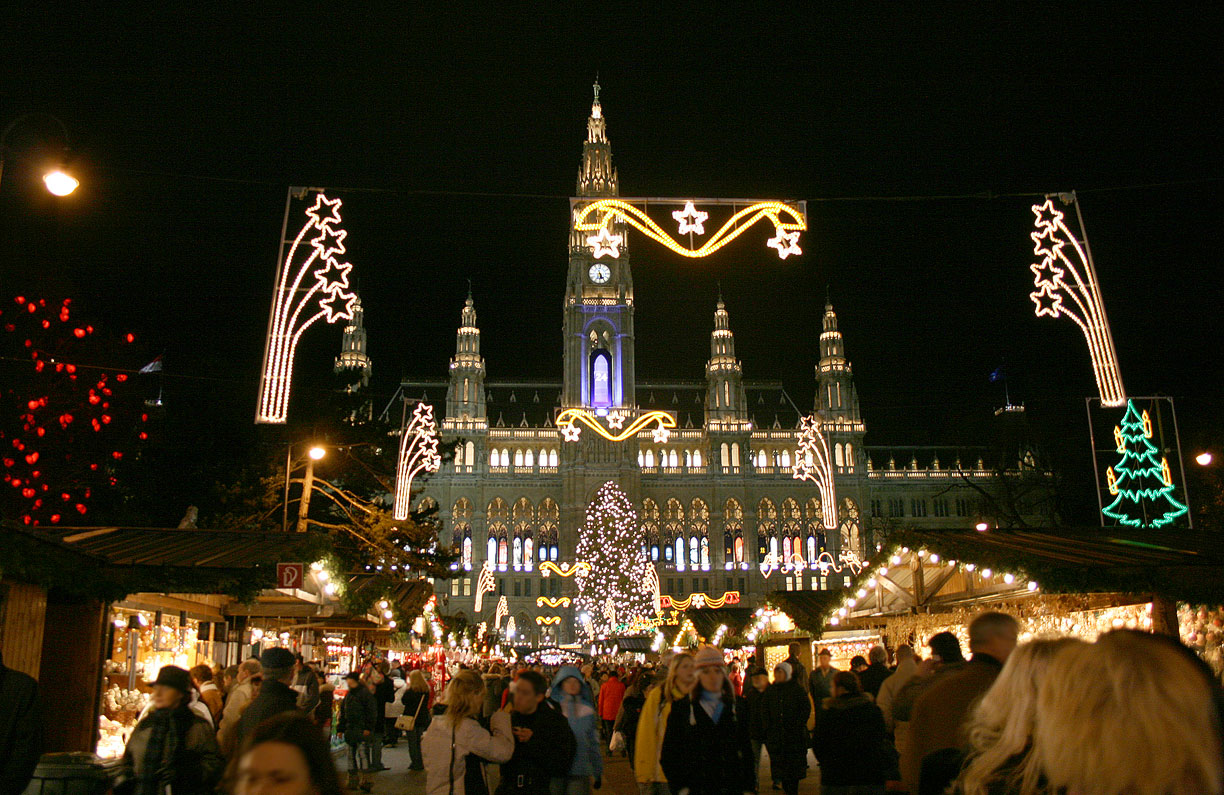
クリスマスマーケット
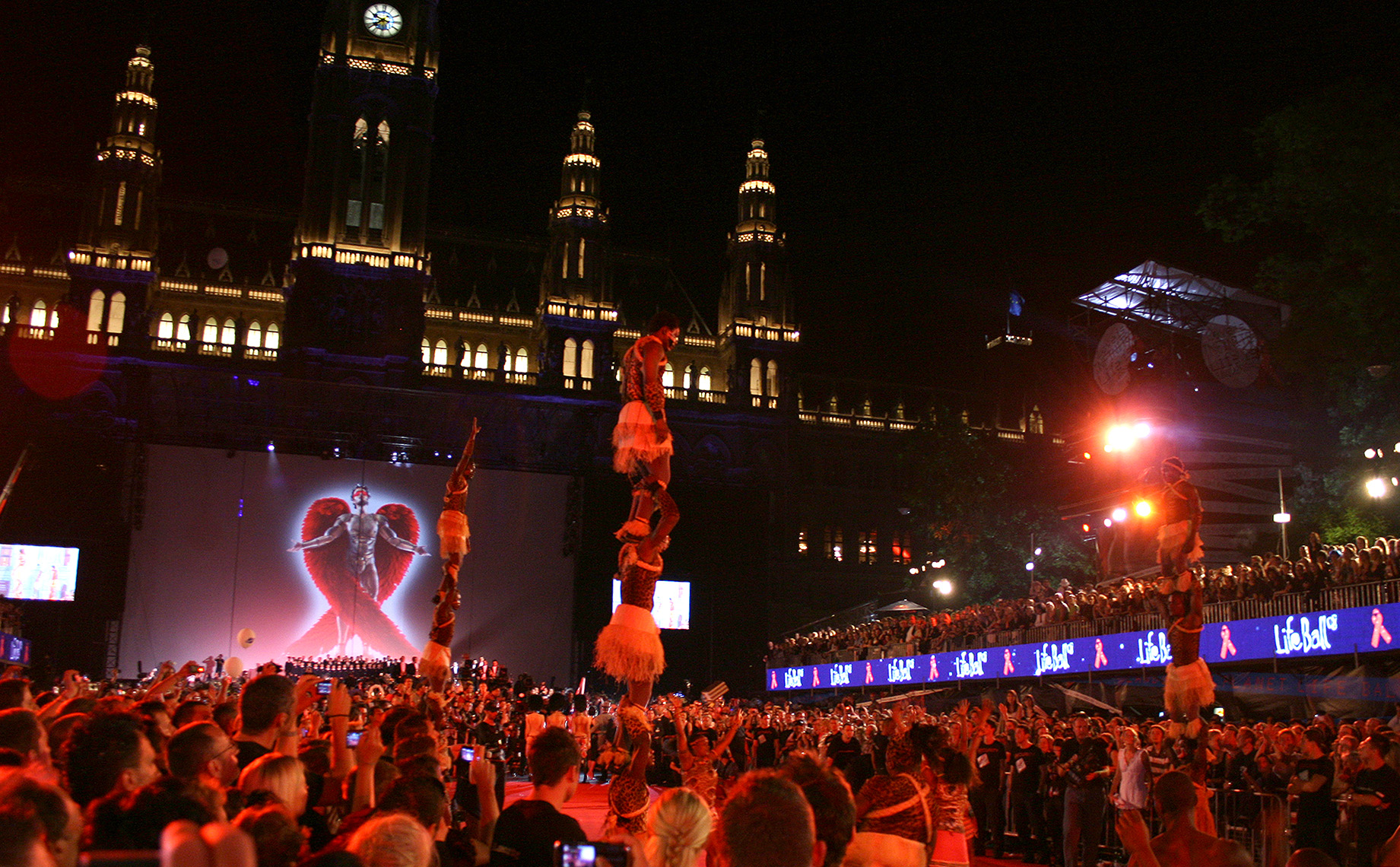
Life Ballの様子（2008年）

### 彫像

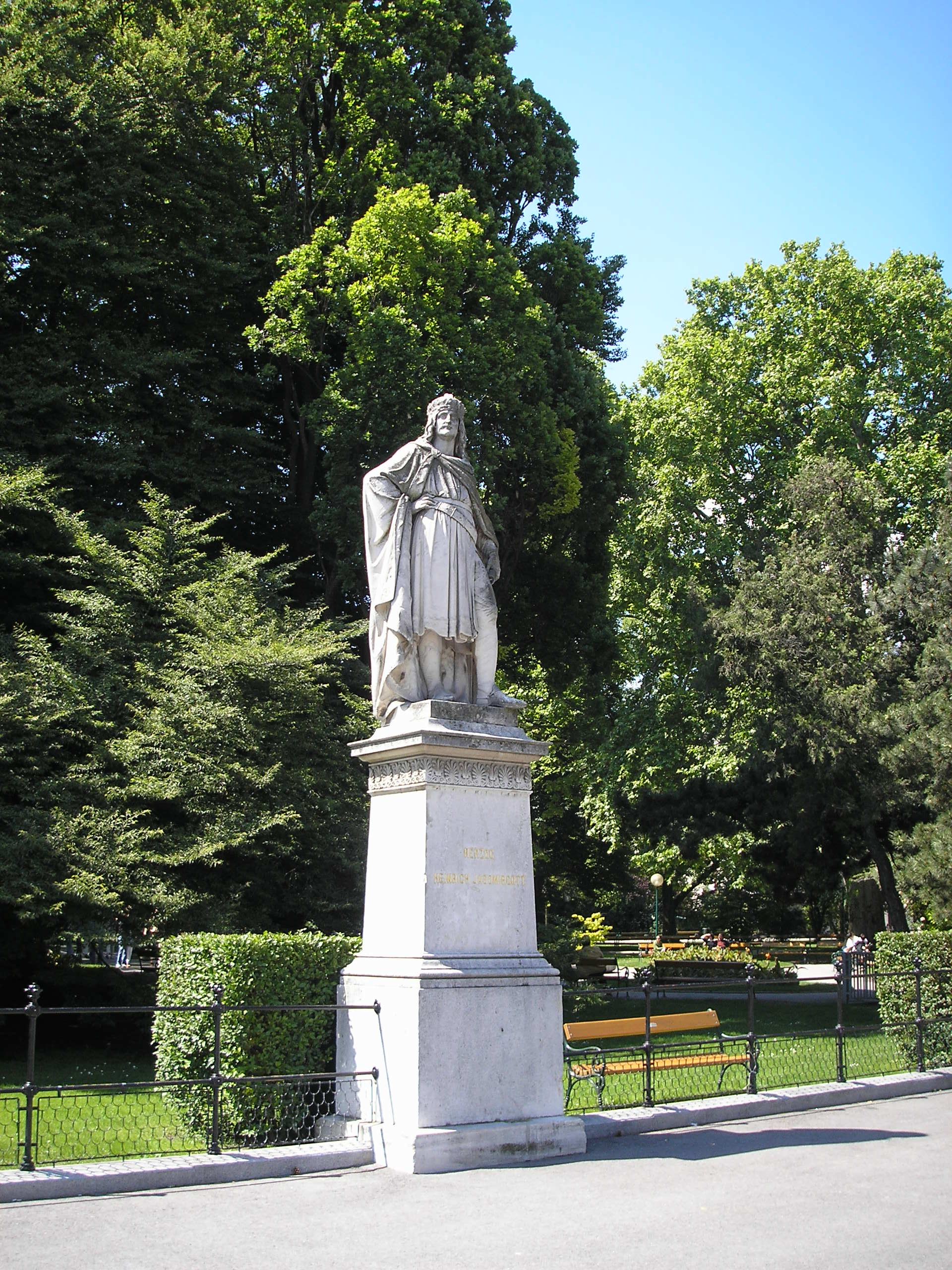
ハインリヒ2世の像

市庁舎広場の両側には、オーストリアの歴史上で重要な人物の大理石像があわせて8つ並んでいる。これらの像はもともと今日のカールス広場を流れるウィーン川に架かっていた橋の上にあったものだが、この橋が1897年に撤去されることになり、像も移転を余儀なくされた。市庁舎の中庭に展示することも検討されたが、結局現在の位置に設置することで落ち着いた。
彫像の人物は以下の通り。
| 人物                                                       | 彫刻家                                                   |
| ---------------------------------------------------------- | -------------------------------------------------------- |
| ハインリヒ2世ヤゾミルゴット                                | フランツ・メルニツキー (Franz Melnitzky)                 |
| レオポルト6世                                              | ヨハン・プレロイトナー (Johann Preleuthner)              |
| ルドルフ4世                                                | ヨーゼフ・ガッサー                                       |
| ニクラス・サルム伯（軍人）                                 | マティアス・プアカーツホーファー (Mathias Purkartshofer) |
| リュディガー・シュタルヘムベルク伯（軍人）                 | ヨハン・バプティスト・フェスラー                         |
| ヨハン・フィッシャー・フォン・エルラッハ（建築家）         | ヨーゼフ・ツェーザー (Josef Cesar)                       |
| レオポルト・カール・フォン・コロニチュ（カトリック大主教） | フィンツェンツ・ピルツ (Vinzenz Pilz)                    |
| ヨーゼフ・フォン・ゾンネンフェルス（作家）                 | ハンス・ガッサー                                         |

ナチス・ドイツによるアンシュルスの期間中は、ユダヤ人の出自であるゾンネンフェルスの像の代わりにクリストフ・ヴィリバルト・グルックの像が置かれていた。グルックの像は現在ではカールス教会に設置されている。

## 交通
- 地下鉄U2線 Rathaus 下車

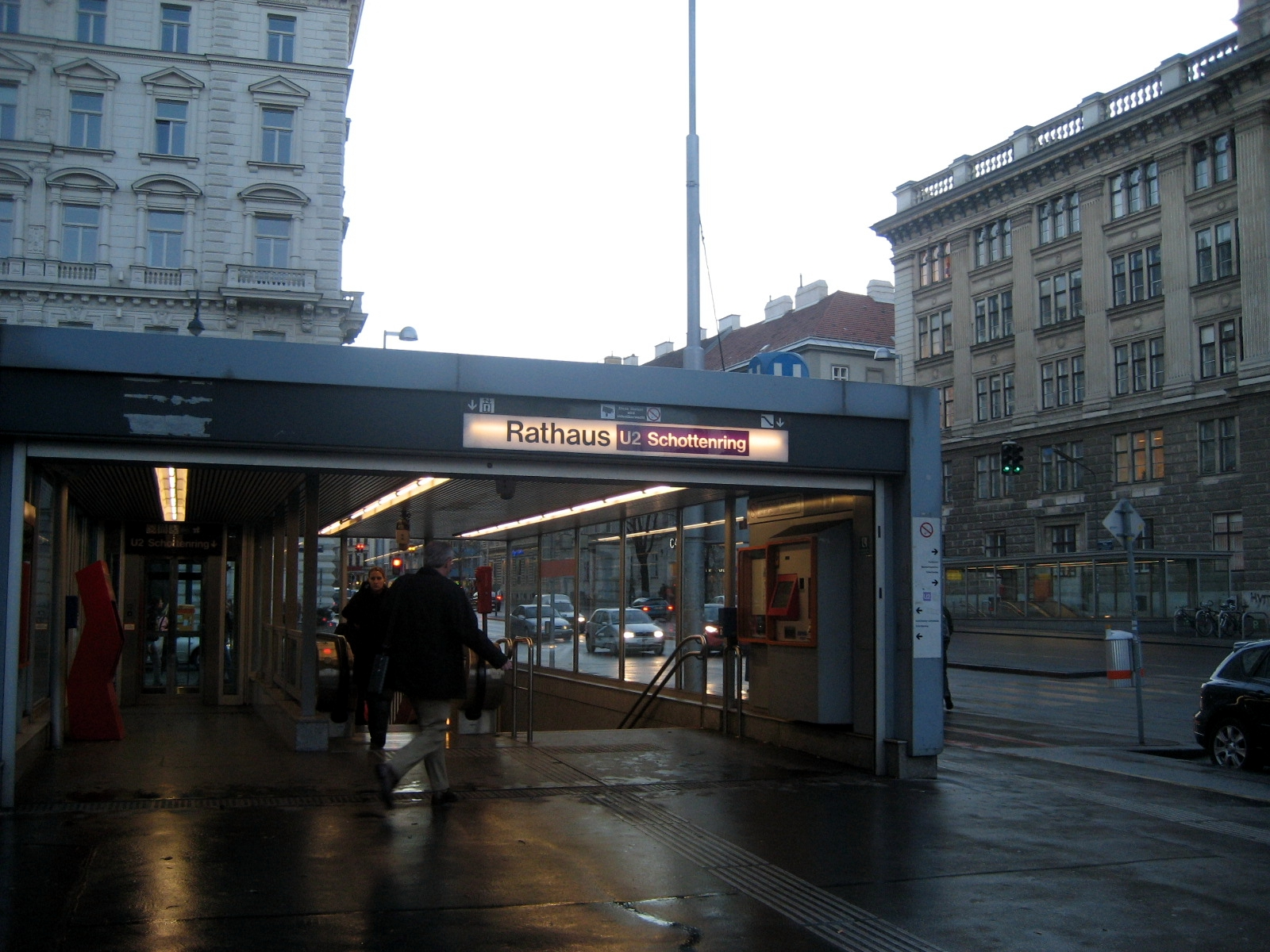
Rathaus駅

- 路面電車 1・D線 Rathausplatz/Burgtheater 下車